# Сенин, Алексей Алексеевич
Алексе́й Алексе́евич Се́нин (7 октября 1945, Львов — 6 октября 2013, Москва) — советский и российский журналист и общественный деятель. Главный редактор газеты «Русский вестник».

## Биография
Родился 7 октября 1945 года во Львове в семье офицера; его мать была редактором дивизионной газеты. До 13 лет воспитывался в деревне у деда и бабушки в Рязанской области, затем переехал в Москву.
После окончания школы поступил на исторический факультет МГУ имени М. В. Ломоносова (кафедра истории южных и западных славян)
В 1964—1967 году служил в Вооруженных силах СССР.
В 1973 году окончил исторический факультет МГУ имени М. В. Ломоносова, поступил работать в ТАСС. В 1974—1976 годы был корреспондентом ТАСС в Польше.
Работал на руководящих должностях в издательстве «Молодая гвардия».
В 1979—1984 годы — корреспондент ТАСС в Чехословакии.
В 1984 году был переведён в Отдел международной информации ЦК КПСС как специалист по странам Центральной и Восточной Европы, знающий славянские языки.
В 1984—1989 годы работал в аппарате ЦК КПСС — начинал инструктором в отделе международной информации; на 1988 год — работал в отделе пропаганды ЦК КПСС.
В декабре 1990 году вместе со скульптором Вячеславом Клыковым основал национал-патриотическую газету «Русский вестник», став её главным редактором (первый номер вышел в январе 1991 года).
В октябре 1991 года вошёл в организационный комитет Русской партии национального возрождения (РПНВ); в конце ноября 1991 года в Приложении (вып. № 4) к газете «Русский вестник» был опубликован пакет документов Организационного комитета РПНВ (Обращение, Устав, Программа и «Концепция возрождения русской нации и России»). На учредительном собрании РПНВ 21 декабря 1991 избран одним из заместителей председателя партии.
В начале 1992 года принимал участие в подготовке Конгресса гражданских и патриотических сил, организованном Виктором Аксючицем, Михаилом Астафьевым и Николаем Павловым, на котором 8-9 февраля 1992 было учреждено Российское Народное собрание (РНС-собрание).
В 1992 году вошёл также в Русский национальный собор (РНС-Собор) Александра Стерлигова; на втором съезде РНС в июне 1992 ибран членом Думы РНС-Собора.
В ноябре 1993 года входил в список кандидатов (под № 62) в депутаты Государственной Думы от избирательного блока «Отечество». Блок не собрал необходимого для участия в выборах количества подписей.
В августе 1995 года был включён в список кандидатов в депутаты Государственной думы II созыва от избирательного блока «ЗЕМСКИЙ СОБОР — союз земства, казачества и православно-патриотических организаций России». Блок подписей не собрал.
С сентября 1995 года — член Православного политического совещания.
После воссоздания Союза русского народа в 2005 году стал членом Главного Совета организации. Отказался подписать Письмо 5000-5000-50000. Был почётным координатором движения Народный собор.
В 2012 году вступил в оппозиционный «Российский общенародный союз».
Скончался 6 октября 2013 года от острой сердечной недостаточности, не дожив один день до 68 лет.